# Azy
Azy ist eine französische Gemeinde mit 453 Einwohnern (Stand 1. Januar 2022) im Département Cher in der Region Centre-Val de Loire. Sie gehört zum Arrondissement Bourges und zum Kanton Saint-Germain-du-Puy.

## Geografie
Azy liegt auf einer mittleren Höhe von 207 Metern über dem Meeresspiegel, 26 Kilometer nordöstlich von Bourges, dem Sitz der Präfektur des Départements Cher. Das Gemeindegebiet hat eine Fläche von 27,62 Quadratkilometern.

## Geschichte und Einwohnerentwicklung
Azy wurde 1178 erstmals urkundlich erwähnt. 1793 erhielt Azy im Zuge der Französischen Revolution (1789–1799) den Status einer Gemeinde und 1801 das Recht auf kommunale Selbstverwaltung.
Am meisten Einwohner hatte Azy im Jahr 1891. Danach sank die Einwohnerzahl bis 1990, damals hatte die Gemeinde nur noch 413 Einwohner.
| Jahr      | 1793 | 1806 | 1821 | 1841 | 1891 | 1896 | 1911 | 1946 | 1962 | 1975 | 1990 | 2018 |
| --------- | ---- | ---- | ---- | ---- | ---- | ---- | ---- | ---- | ---- | ---- | ---- | ---- |
| Einwohner | 1101 | 872  | 970  | 1068 | 1340 | 1074 | 983  | 714  | 642  | 532  | 413  | 445  |

## Sehenswürdigkeiten
Im Chor der Kirche Saint Sulpice le Pieux kann man noch Spuren der ursprünglichen romanischen Kirche erkennen. Das Dachgewölbe des Kirchenschiffs wurde im 13. oder 14. Jahrhundert erbaut. Das Westportal ist von Pilastern flankiert, die im Stil der Renaissance geschmückt sind. Die Kirche gehört heute zur Pfarrgemeinde von Baugy.

## Wirtschaft und Infrastruktur
Es gibt eine Primarschule in Azy.
Wichtige Erwerbszweige in Azy sind Landwirtschaft und Tourismus. Es gibt eine Landwirtschaftsgenossenschaft, mehrere Handwerksbetriebe, Geschäfte, ein Hotel mit Restaurant, mehrere Herbergen und Fremdenzimmer.